# West Liberty, West Virginia
West Liberty är en kommun (town) i Ohio County i West Virginia i USA. Vid 2010 års folkräkning hade West Liberty 1 542 invånare.
West Liberty blev officiellt en kommun år 1787. Som Black's Cabin hade orten varit huvudort i Ohio County redan från och med januari 1777. År 1797 blev Wheeling countyhuvudort.
Politikern Thomas Ewing föddes 1789 i närheten av West Liberty. Några år senare flyttade han med familjen till Waterford i Nordvästterritoriet i nuvarande Ohio och ytterligare några år senare till Athens County.